# هرمانوف (ناحیه دیتشین)
هرمانوف (به چکی: Heřmanov) یک منطقهٔ مسکونی در جمهوری چک است که در ناحیه دیتشین واقع شده‌است. هرمانوف ۱۷٫۶۸ کیلومتر مربع مساحت و ۴۹۹ نفر جمعیت دارد و ۲۷۴ متر بالاتر از سطح دریا واقع شده‌ است.